# NGC 64

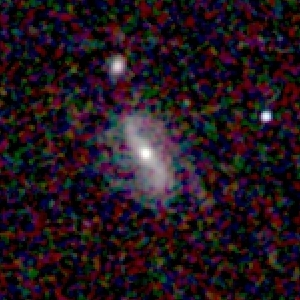
NGC 64 par 2MASS (proche-infrarouge)

NGC 64 est une vaste galaxie spirale barrée située dans la constellation de la Baleine. NGC 64 a été découverte par l'astronome américain Lewis Swift en 1886.

## Caractéristiques
Sa vitesse par rapport au fond diffus cosmologique est de 6 965 ± 25 km/s, ce qui correspond à une distance de Hubble de 102,7 ± 7,2 Mpc (∼335 millions d'al).
La classe de luminosité de NGC 64 est II-III et elle présente une large raie HI. De plus, elle renferme des régions d'hydrogène ionisé.
À ce jour, six mesures non basées sur le décalage vers le rouge (redshift) donnent une distance de 100,220 ± 8,077 Mpc (∼327 millions d'al), ce qui est à l'intérieur des valeurs de la distance de Hubble.